# Kyselina pikolinová
Kyselina pikolinová je organická sloučenina se vzorcem C5H4N(CO2H). Jde o derivát pyridinu, na který je napojena karboxylová skupina (COOH) v poloze 2; díky tomu se jedná o izomer kyseliny nikotinové (karboxyl v poloze 3) a izonikotinové (karboxyl v poloze 4). Je to bílá pevná látka rozpustná ve vodě.
Používá se v organické syntéze jako substrát při Micunobově a Hammickově reakci.

## Výroba
Kyselina pikolinová se vyrábí oxidací 2-methylpyridinu, jako oxidační činidlo může sloužit manganistan draselný (KMnO4).

## Biosyntéza
Kyselina pikolinová je metabolitem aminokyseliny tryptofanu, z něhož vzniká v kynureninové dráze.
Její funkce není přesně známa, ale předpokládá se, že má řadu ochranných a imunologických účinků a také omezuje dělení buněk. Bylo také zjištěno, že na sebe váže zinečnaté a jiné dvojmocné a trojmocné ionty kovů v tenkém střevu.

## Použití v koordinační chemii
Kyselina pikolinová funguje jako bidentátní chelatační činidlo pro ionty chromu, zinku, manganu, mědi, železa a molybdenu.
Mnohé tyto komplexy nemají náboj a jsou tak lipofilní. Zinečnatá sůl kyseliny pikolinové se používá jako doplněk stravy poskytující zdroj zinku.

## Pikolináty
K solím kyseliny pikolinové (pikolinátům) patří například:
- Pikolinát chromitý
- Pikolinát zinečnatý